# Søs Fenger
Charlotte Fenger (født 2. december 1961 i Kongens Lyngby), bedre kendt som Søs Fenger,  er en dansk sangerinde, guitarist og sangskriver, der siden midten af 1980'erne har været et af de mest succesrige navne i dansk musik. Hun har udgivet en lang række albums både solo og med gruppen News, og i samarbejde med andre kunstnere.

## Karriere
Fenger debuterede i 1980 med bandet Sweet Intentions, der var anført af Nanna. Hun medvirkede i 1982 i Dansk Melodi Grand Prix som korsanger på sangen "Marie", der blev fremført af Jørgen Klubien og Carsten Elmer. Hun fik sit gennembrud med News, som hun kom med i 1983. Bandet hittede med sange som "Jeg elsker dig" og "Du er". I 1985 blev Fenger tillige medlem af sin bror, Lars Fengers, band, Love Construction. I 1989 gik hun solo med Vinterdage, der solgte over 150.000 eksemplarer. Singlen "Holder øje med dig" fra albummet blev især et stort hit. 
I 1987 udgav Søs en støttesingle mod atomprøvesprængningerne i Nevadaørkenen, Ticket To Peace, sammen med Moonjam. Singlen blev opfulgt af en turne i USA. Samme år medvirkede hun på udgivelsen af støttesinglen "Du si'r, dit hjerte er hårdt som sten" for Fonden til forebyggelse af ungdomskriminalitet i Danmark. Love Construction udgav i 1988 albummet Caught in the act. Samme år medvirkede Fenger på AIDS Fondets støttesang, "Den jeg elsker, elsker jeg". 
I 1991 udgav hun albummet On Holiday, der udelukkende indeholdt Billie Holiday-sange. Medvirkende var bl.a. Niels Lan Doky og Niels-Henning Ørsted Pedersen. Allerede i løbet af efteråret solgte pladen 40.000 eksemplarer og blev efterfulgt af en turné i Danmark og Sverige. Samme år fik modtog hun en Dansk Grammy i kategorien Årets Rocksangerinde. I 1994 udsendte hun Et kys herfra, hvis titelsang blev et stort hit. Samme år turnerede hun i Europa. I forbindelse med Dansk Flygtningehjælps indsamling til børnene i Sarajevo indsang Fenger og andre kunstnere i 1995 støttesangen Gi' dem et håb. Samme år hittede hun med "Sidste time", der blev titelmelodien på Regnar Grastens filmatisering af Dennis Jürgensen-gyseren af af samme navn.
Med Camouflage fra 1996 markerede Fenger et skift fra jazzvokalmusikken til den bløde, fængende pop. Albummet var til dels egne tekster og kredsede om forlist kærlighed. Blandt numrene var titelmelodien til En loppe kan også gø. Året efter kom opsamlingen Gamle Flammer, der er hendes største kommercielle succes indtil videre. Albummet indeholdt to nye sange, der blev indspillet i Los Angeles.
Albummet Søs udkom i 2000 og blev også en succes, bl.a. med Koldt Udenfor. Udsendelsen af albummet blev forsinket, da Fenger blev involveret i et trafikuheld, hvor en ældre dame trådte ud foran hendes bil og senere døde. Søs Fenger blev renset for skyld, men fik et chok. To år senere kom Beverly Way, hvor titelmelodien også blev et radiohit. Med Nøglen til paradis fra 2004 dedikerede hun igen et helt album til én sangskriver, denne gang Bent Fabricius Bjerre. I samarbejde med jazzmusikeren Chris Minh Doky udgav hun i 2007 Vuggeviser, der indeholder nye fortolkninger af klassiske vuggeviser som "Solen er saa rød, Mor", "Den lille Ole med Paraplyen" og "Mester Jakob". Det andet greatest hits-album kom på gaden i 2009. Stjernenat indeholder akustiske versioner af hendes største hits. I 2011 stod hun desuden bag titelsangen til TV 2s julekalender, Ludvig & Julemanden. Samme år medvirkede hun sammen med blandt andre Erann DD som gæstesolist på Gunnertoft Gospel Singer's album A Merry Little Christmas (Playground Music). I 2015 udgav Søs Fenger, Troels Holdt og Lars Malm albummet Gnister, som trioen Fenger//Nordstrøm.
Senest har Søs Fenger udgivet soloalbummet Vintermåne med julesange i 2017.
Ved siden af sin egen karriere har Søs Fenger medvirket på en lang række andre kunstneres udgivelser, bl.a. Tamra Rosanes, Mek Pek, Gnags, Henning Stærk, Anne Linnet, Stig Kreutzfeldt og Nikolaj Steen. 

## Privat
Søs Fenger blev i 1986 gift med Thomas Helmig i Egå Kirke under stor mediebevågenhed. Parret gik fra hinanden i 1989.
Senere var hun samboende med den svenske guitarist Henrik Janson, med hvem hun i 1991 fik sønnen August Fenger Janson (Eloq).

## Diskografi
- 1989: Vinterdage
- 1992: On Holiday
- 1994: Et kys herfra
- 1996: Camouflage
- 1997: Gamle flammer (opsamling)
- 2000: Søs
- 2002: Beverly Way
- 2004: Nøglen til Paradis
- 2005: A Jazz Romance (med Nikolaj Bentzon)
- 2007: Vuggeviser
- 2009: Stjernenat
- 2011: Nogle gange er man så heldig, at man ikke når at tænke sig om...
- 2012: Stjernenat + Nogle gange er man så heldig, at man ikke når at tænke sig om... (opsamling)
- 2015: Gnister (som Fenger//Nordstrøm)
- 2017: Vintermåne
- 2024: Vuggeviser 2